# 이남규 (1901년)
이남규(李南圭, 1901년 2월 29일 ~ 1976년 8월 30일, 전남 무안)는 대한민국의 정치인이다.

## 약력
- 조선예수교장로회신학교 졸업
- 제헌국회의원, 제5대 참의원
- 초대 전라남도지사

## 역대 선거 결과
|  | 30.49% |

|  | 13.14% |

|  | 16.21% |

## 참고 자료
- 《대한민국 의정총람》, 국회의원총람발간위원회, 1994년
- 이남규 - 대한민국헌정회

| 전임 박건원 (미군정 전라남도지사) | 초대 전라남도지사 1948년 10월 18일 ~ 1950년 4월 21일 | 후임 박철수 |